# Louise Ritter
Pour les articles homonymes, voir Ritter.
Louise Dorothy Ritter, née le 18 février 1958 à Dallas (Texas), est une athlète américaine pratiquant le saut en hauteur.

## Biographie
En 1988, elle est championne olympique à Séoul en battant la favorite et recordman du monde Stefka Kostadinova. Au terme d'un barrage avec la Bulgare, elle franchit 2,03 m et bat le record olympique de l'épreuve.

## Palmarès
| Date | Compétition                | Lieu        | Résultat | Marque |
| ---- | -------------------------- | ----------- | -------- | ------ |
| 1977 | Coupe du monde des nations | Düsseldorf  | 4e       | 1,83 m |
| 1979 | Jeux panaméricains         | San Juan    | 1re      | 1,93 m |
| 1979 | Coupe du monde des nations | Montreal    | 5e       | 1,87 m |
| 1983 | Championnats du monde      | Helsinki    | 3e       | 1,95 m |
| 1984 | Jeux olympiques            | Los Angeles | 8e       | 1,91 m |
| 1987 | Championnats du monde      | Rome        | 8e       | 1,93 m |
| 1988 | Jeux olympiques            | Séoul       | 1re      | 2,03 m |

## Records
| Épreuve         | Épreuve      | Performance | Lieu   | Date           |
| --------------- | ------------ | ----------- | ------ | -------------- |
| Saut en hauteur | En plein air | 2,03 m      | Austin | 8 juillet 1988 |
| Saut en hauteur | En salle     | 1,98 m      | Nagoya | 12 mars 1983   |